# Fred Perry (varumärke)
Fred Perry är en brittisk tillverkare av sport- och fritidskläder. Företaget grundades av Fred Perry tillsammans med Tibby Wegner. De började med att sälja svettband men är mest kända för sina pikétröjor som ursprungligen var för tennis. Tröjorna blev populära bland mods under 1960-talet och har sedan dess varit framträdande i flera brittiska subkulturer som northern soul och bland skinheads. Logotypen med en lagerkrans är i dag välkänd och har egna butiker över hela världen. I Sverige finns butiker i Göteborg och Stockholm.